# Rifugio Vincenzo Lancia
Il rifugio Vincenzo Lancia è un rifugio alpino situato nel comune di Trambileno (Trentino), in località Alpe Pozza, sul Pasubio, a 1825 m s.l.m. e porta il nome di Vincenzo Lancia. Sopra il rifugio si trova la piccola chiesetta dedicata a San Giovanni Gualberto. 

## Storia

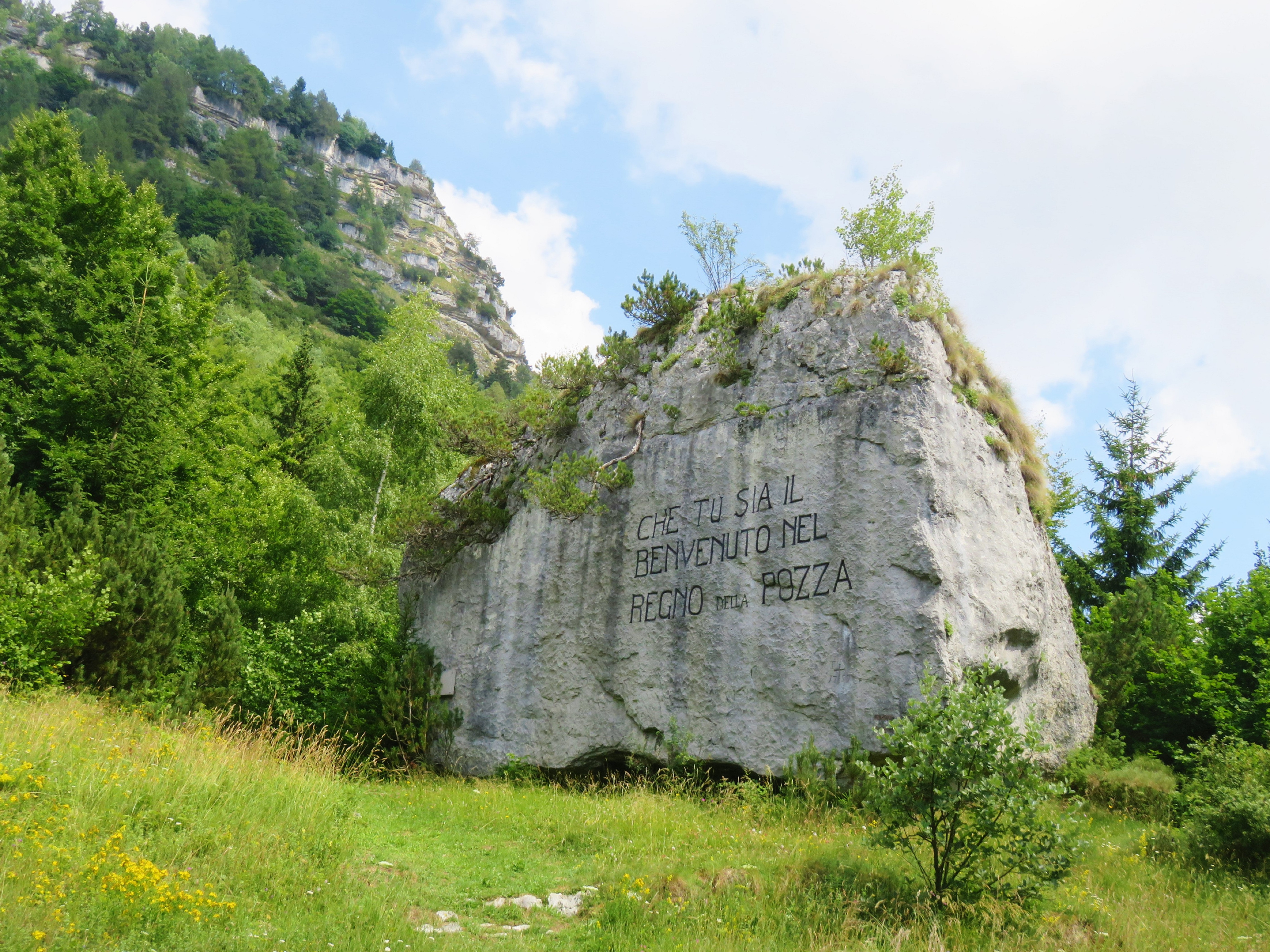
Sassom presso malga Cheserle, alle pendici del Col Santo, che segna l'inizio del tragitto a piedi dal parcheggio.

La zona dell'Alpe Pozza, già nota ai pastori locali da secoli, fu riscoperta negli anni venti grazie ad alcuni giovani sciatori soci della SAT di Rovereto che iniziarono a frequentare queste ampie distese innevate ancora incontaminate. In questi anni fu utilizzato la struttura di malga Pozze che si trova a pochi minuti dall'attuale rifugio come semplice ricovero. All'inizio degli anni trenta si iniziò a pensare alla costruzione di un moderno rifugio nella zona.
Il nuovo rifugio fu costruito sui resti di alcune baracche austro-ungariche della prima guerra mondiale al limite nord-ovest dell'Alpe Pozza. Tutta la zona fu teatro, durante la Prima guerra mondiale, di aspri combattimenti tra le truppe italiane e quelle dell'Impero austro-ungarico.

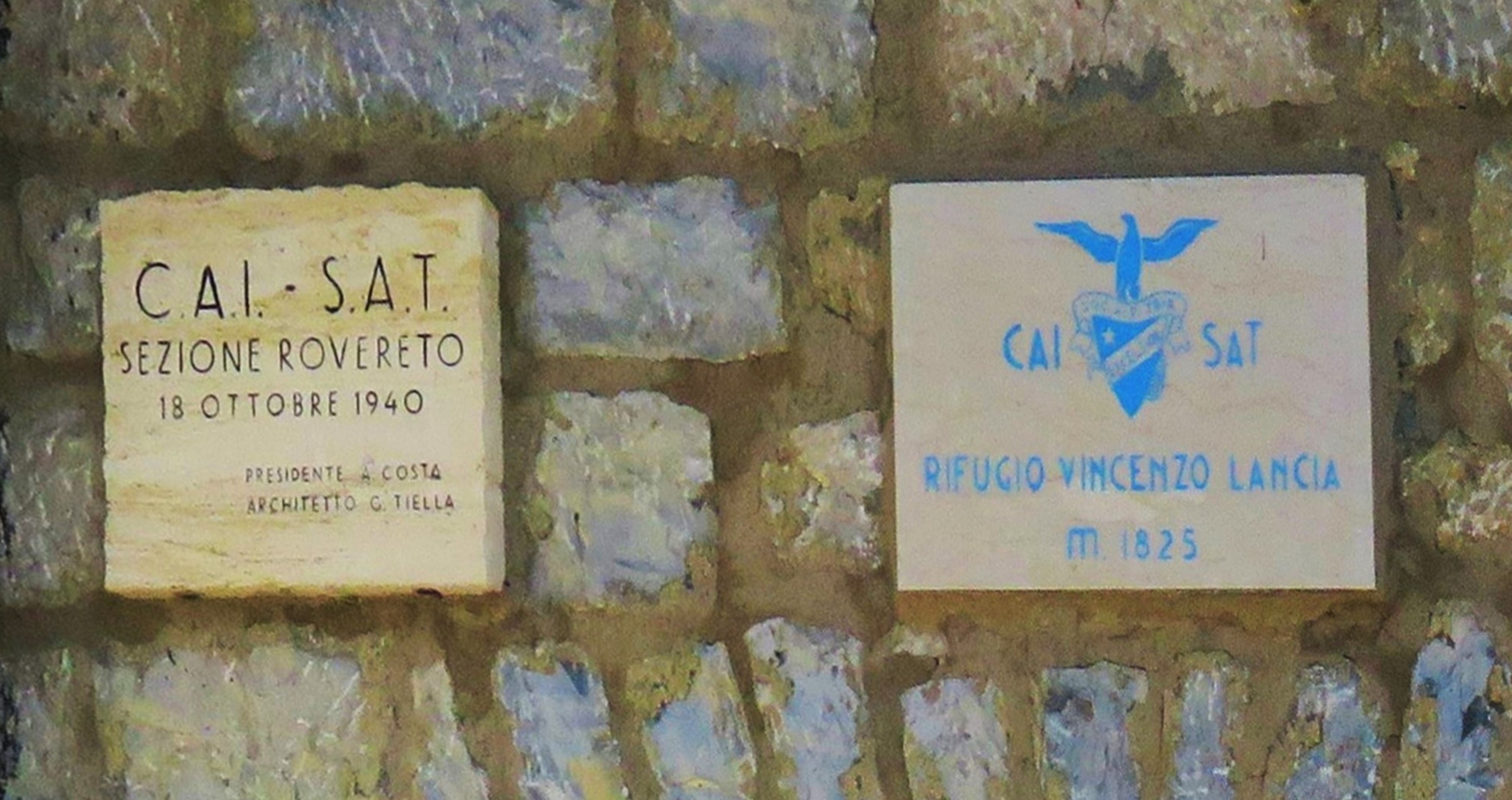
Targhe sopra la porta di ingresso

I lavori, su progetto dell'architetto Giovanni Tiella, iniziati nel 1938 erano finiti nell'ottobre 1939. A causa dell'entrata in guerra dell'Italia nel giugno 1940 l'inaugurazione slittò però a ottobre dello stesso anno. Fu inaugurato dall'allora presidente della sezione Rovereto della SAT, Società degli Alpinisti Tridentini di Rovereto Amedeo Costa, che lo volle dedicare all'amico Vincenzo Lancia, fondatore della casa automobilistica Lancia, scomparso nel 1937. Fu infatti la famiglia Lancia a dare un importante contributo finanziario per la costruzione del rifugio.
In seguito il rifugio Lancia fu ristrutturato e modernizzato più volte.

## Accessi
- Da Giazzera (1092 m) per carrozzabile 2,30 ore segnavia 101
- Da Giazzera (1092 m) per Alpe Alba (1863 m) segnavia 132
- Da Piazza (782 m) in Val di Terragnolo per Val Zuccheria 5,00 ore
- Dal Passo della Borcola (1207 m) per Malga Costa e sella delle Pozze 3,45 ore
- Sentiero europeo E5, segnavia 147 Dal Passo Pian delle Fugazze (1162 m) per la Conca di Cosmagnon 4,30 ore
- Da Valmorbia (649 m) in Vallarsa per il sentiero Galli, Monte Corno Battisti 4,00 ore
- Da Anghebeni (632 m) in Vallarsa per la valle di Foxi 4,00 ore segnavia 102

## Ascensioni
Il rifugio e la zona che lo circonda sono meta, nel periodo invernale, di appassionati di sci alpinismo, mentre, in assenza di neve, questo è un punto di partenza per varie escursioni. Una vasta rete di sentieri perfettamente segnalati ed agibili senza bisogno di attrezzature particolari permettono, partendo dal Lancia, di esplorare tutto il gruppo del Pasubio.

## Traversate
- al Rifugio Achille Papa per il Monte Roite, Denti, Cima Palon 3,30 ore segnavia 105
- al Rifugio Achille Papa per la sella dei Campiluzzi e Sette Croci 2,30 ore segnavia 120